# 髙橋大輔 (アナウンサー)
髙橋 大輔（たかはし だいすけ、1981年11月18日 - ）は、日本のフリーアナウンサー。
ボイスオン所属。過去にはサンディともキャスティング契約をしていた。

## 略歴・人物
東京都世田谷区出身。駒場学園高等学校、神奈川大学経営学部国際経営学科卒業。
身長180cm、体重75kg、血液型A型。
ゴルフ中継、麻雀中継、新日本プロレス、WRESTLE-1、パンクラスなどのプロレス・格闘技中継の実況を務めるかたわら、ラジオDJ、MC、ナレーションなどの「喋る」「伝える」仕事を行っている。
2009年からは、プロ野球・読売ジャイアンツ主催試合でスタジアムDJを担当。
2014年からは、K-1のリングアナウンサーと乃木坂46のライブMCを務める。

## 出演

### テレビ番組
- ファイティングオペラ・ ハッスル（テレビ東京・スカイパーフェクTV!・FIGHTING TV サムライ）
- K-1（スカイパーフェクTV!）
- RIZIN（フジテレビ・スカイパーフェクTV!）
- DREAM（スカイパーフェクTV!）
- 戦極（スカイパーフェクTV!）
- ZERO1（FIGHTING TV サムライ）
- パンクラス（FIGHTING TV サムライ・テレビ東京）
- 劇闘!? 西口プロレス（日テレG+）
- SMASH（FIGHTING TV サムライ）
- 新日本プロレス S.X.W（J SPORTS）
- Sアリーナ（FIGHTING TV サムライ）
- レッドブルエアレース（J SPORTS） - ナレーション
- ウォーキング・ビューティ（GAORA）
- ファイティングエンターテインメントWRESTLE-1（GAORA）
- 藪恵壹と岩本勉のBRAIN GOLF（GAORA）
- 乃木坂って、どこ?（テレビ愛知・テレビ東京）
- 乃木坂工事中（テレビ愛知・テレビ東京）
- 2014年ソチパラリンピック（BSスカパー!）
- LPGA女子プロゴルフ（WOWOW）
- ハイブリッド麻雀リーグ ガチ雀（寄席チャンネル）
- 乃木坂どこへ（日本テレビ）

### ネット配信番組
- The萩原リーグ（麻雀スリアロチャンネル）

### ラジオ番組
- 高橋大輔と高垣彩陽の夜ナ夜ナハッスル（ラジオ関西・ラジオ関西WEB、2008年10月4日＝3日深夜 - 2009年9月26日＝25日深夜）

### CF
- トミカヒーロー レスキューファイアー（タカラトミー）
- トランスフォーマー アニメイテッド（タカラトミー）

### その他
- 読売ジャイアンツスタジアムDJ
- 男子バレーボール・ワールドリーグ2009のコートDJ[7]
- 乃木坂46 ライブMC（Merry Xmas Show 2014、大感謝祭2014、真夏の全国ツアー2015）
- 乃木坂46時間TV
- 乃木坂46 お見立て会
- K-1オフィシャルリングアナウンサー
- WWE・ロウ/スマックダウン（DAZN）
- AbemaTV 大相撲LIVE 実況
- 新日本プロレスワールド 実況
- 東京2020オリンピック野球決勝スタジアムDJ